# Уручье (станция метро)
«Уру́чье» (бел. Уручча) — конечная станция Московской линии Минского метрополитена, следующая за станцией «Борисовский тракт» (расстояние между станциями равно 1750 м). Она размещается в центре микрорайона Уручье (северо-восток Минска) и является первой станцией метро за пределами МКАД.
Строительство началось в 2001 году. Станции «Уручье» и «Борисовский тракт» были открыты 7 ноября 2007 года. Общая стоимость строительства участка метро от станции «Восток» до «Уручья» составила порядка 240 млрд бел. руб. (~$110 млн.).

## Конструкция
Объемно-планировочное решение вестибюлей и платформенного участка разработано с применением на участке 30 м сводчатой конструкции. Центральная часть перронного зала решена в двухпролётной схеме с центральным рядом круглых колонн.
Подземные переходы, как и вестибюль, оборудованы лифтами для пассажиров с ослабленным здоровьем, насыщены объектами сервисного обслуживания. Объемно-планировочное решение вестибюлей и платформенного участка станции «Уручье» направлено на раскрытие основной идеи — создание двухсветных раскрытых пространств в зоне лестниц.
Лифт в вестибюле № 1, шахта которого выполнена из противоударного стекла и подсвечена верхним светом, является композиционным стержнем входной группы. Цветовое решение потолков кассовых залов и путевых стен направлено на дополнительную ориентацию пассажиров. Для этого подвесной потолок западного вестибюля запроектирован тёмно-синего цвета, восточного вестибюля — желто-охристого цвета. На путевых стенах насыщение отделки цветом предусмотрено от оси станции к вестибюлям.
Пластика светло-голубого подвесного реечного потолка над пассажирской зоной создает иллюзию неба, воды.
В отделке станции применены подвесные потолки тёмно-синего и жёлто-охристого цвета в двухсветных пространствах у вестибюлей, полированный гранит для пола и низа путевых стен, мрамор для стен кассовых залов и путевых стен, металлокерамика для колонн перронного зала.
В элементах оформления колонн, лифтовой шахты и поручней использована полированная нержавеющая сталь.
Ограждения открытых лестниц и балконов выполняются из тонированного удароустойчивого стекла в каркасе из нержавеющей стали.
Освещение перронного зала — круглые светильники по краю платформы и люминесцентные двухламповые светильники по центру.

## Путевое развитие
За станцией находятся шестистрелочные оборотные тупики, которые используются для оборота составов.

## Интересные факты
- 15 сентября 2006 года при проведении строительных работ на станции Уручье с глубины около 8 метров была поднята кость длиной более метра и диаметром около 30 сантиметров. Первоначально предполагалось, что это останки мамонта, однако проведенное позже исследование установило, что найденные фрагменты скелета принадлежат слону лесному[5].

## Галерея

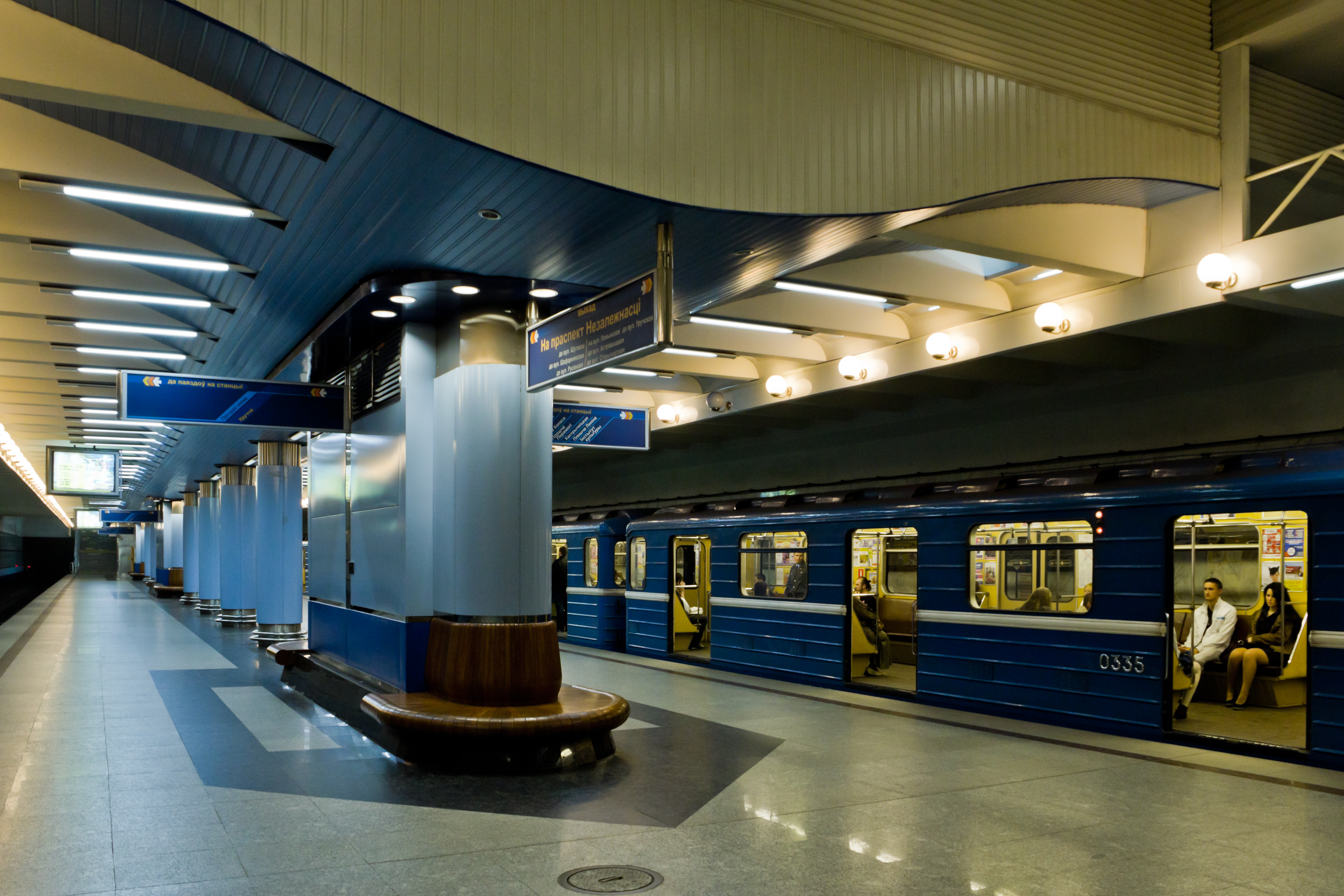
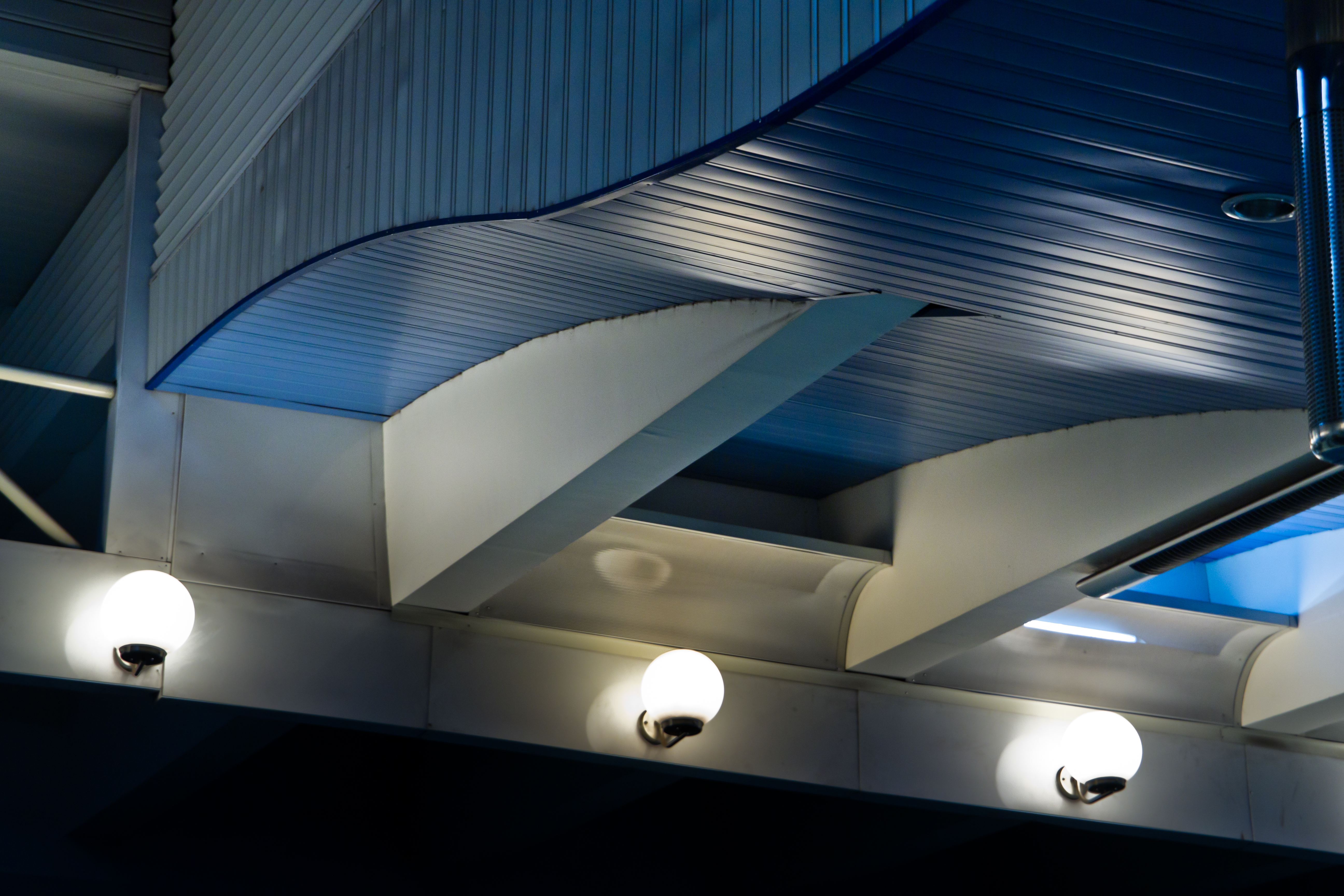
Деталь потолка
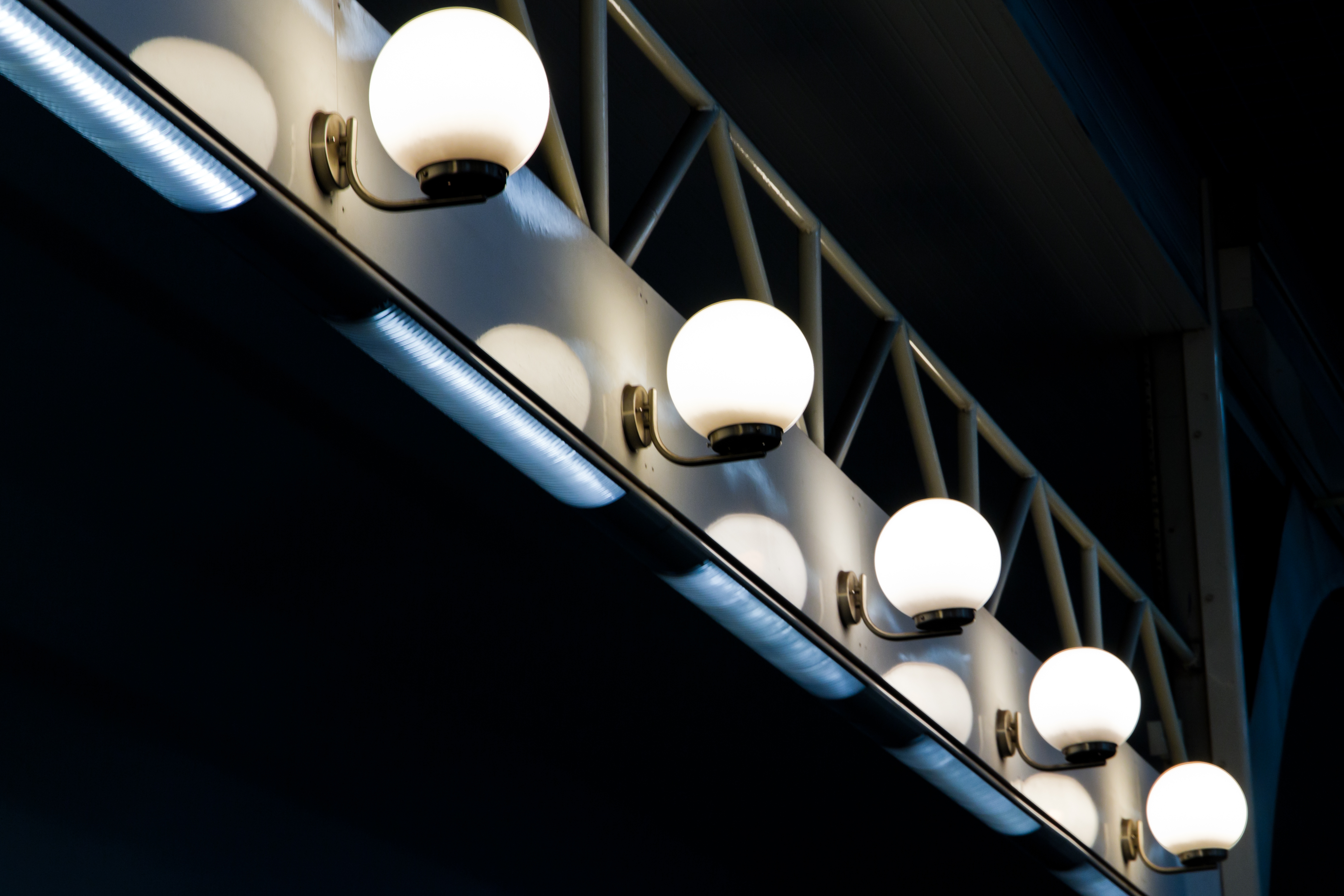
Светильники
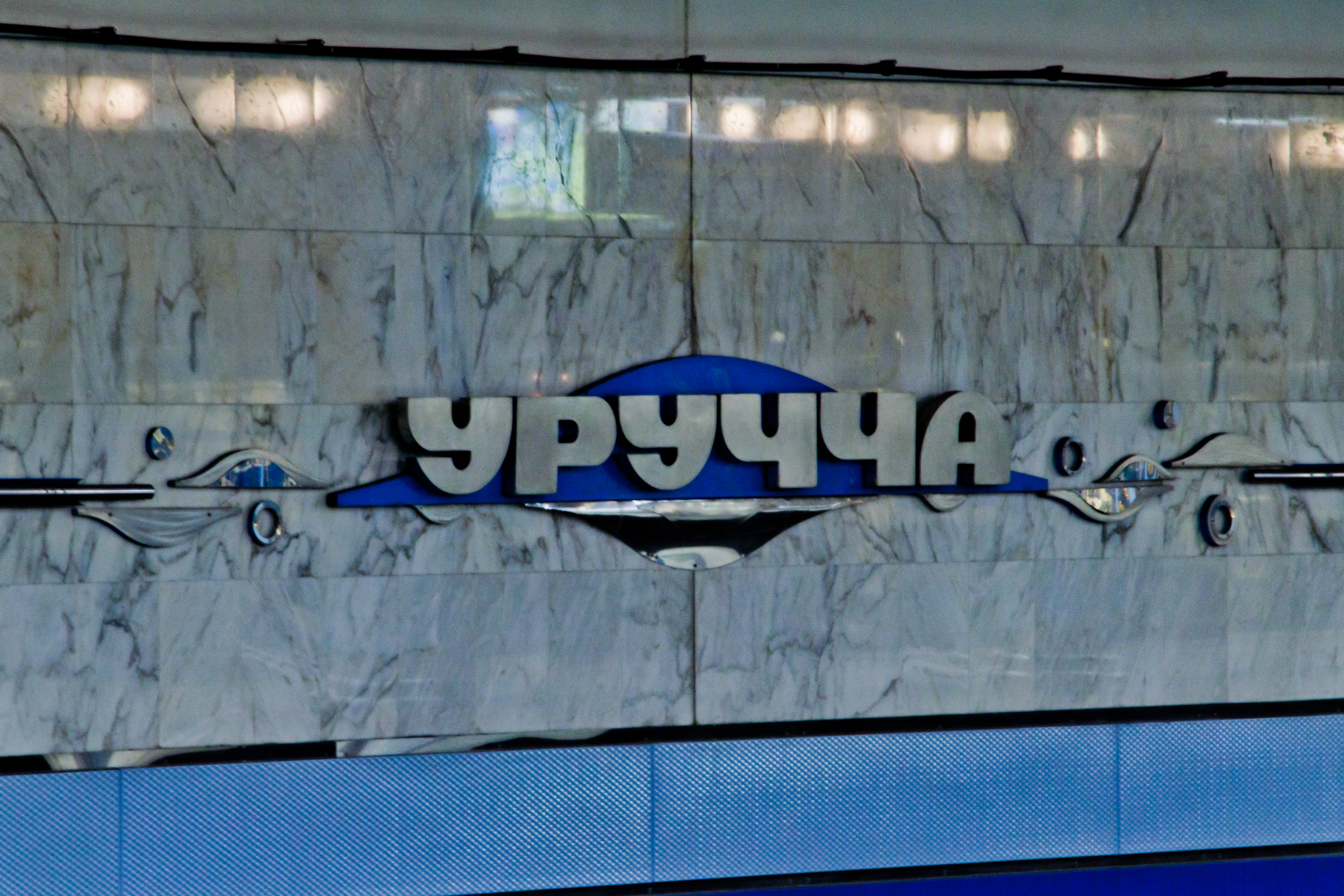
Название на путевой стене
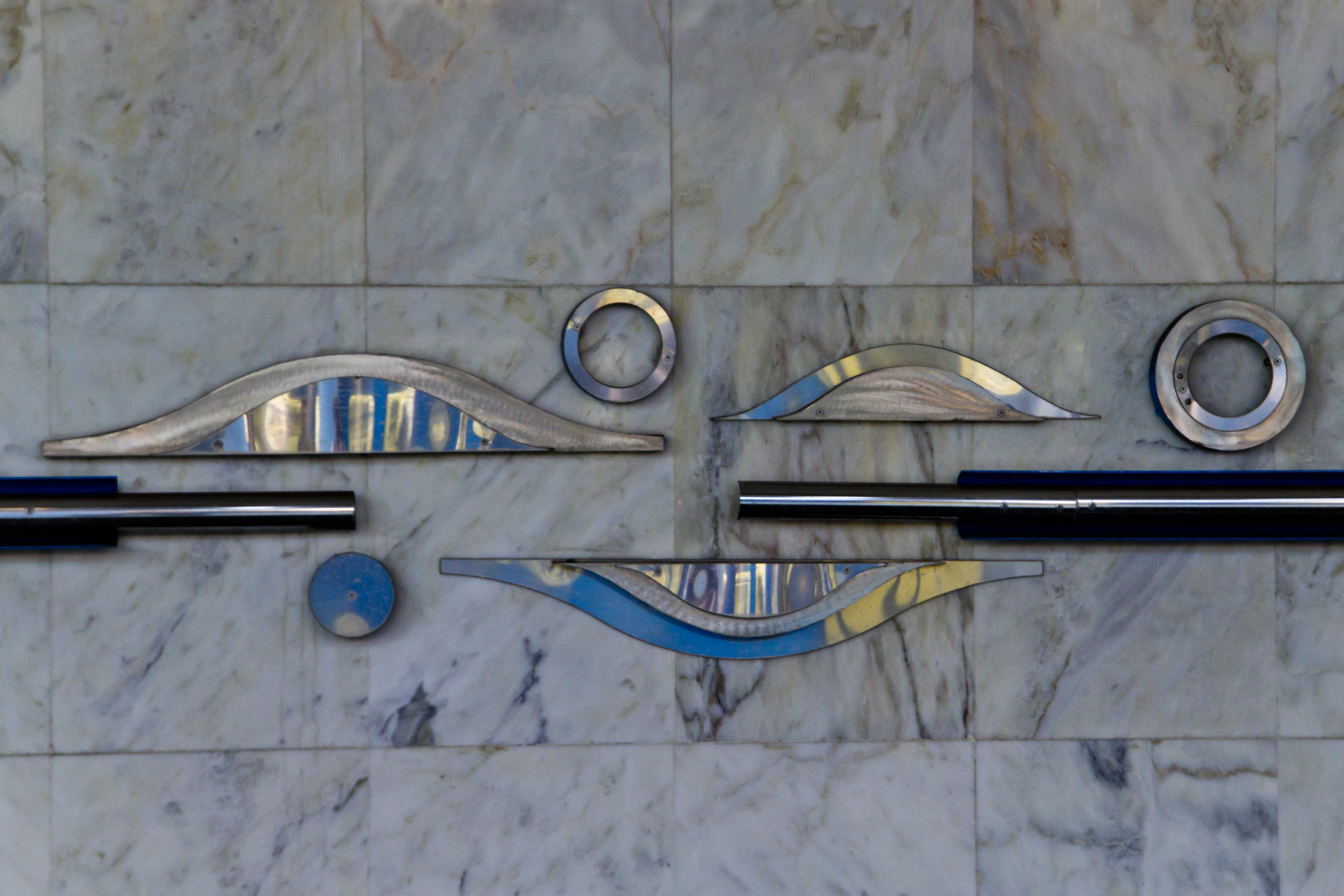
Украшение путевой стены
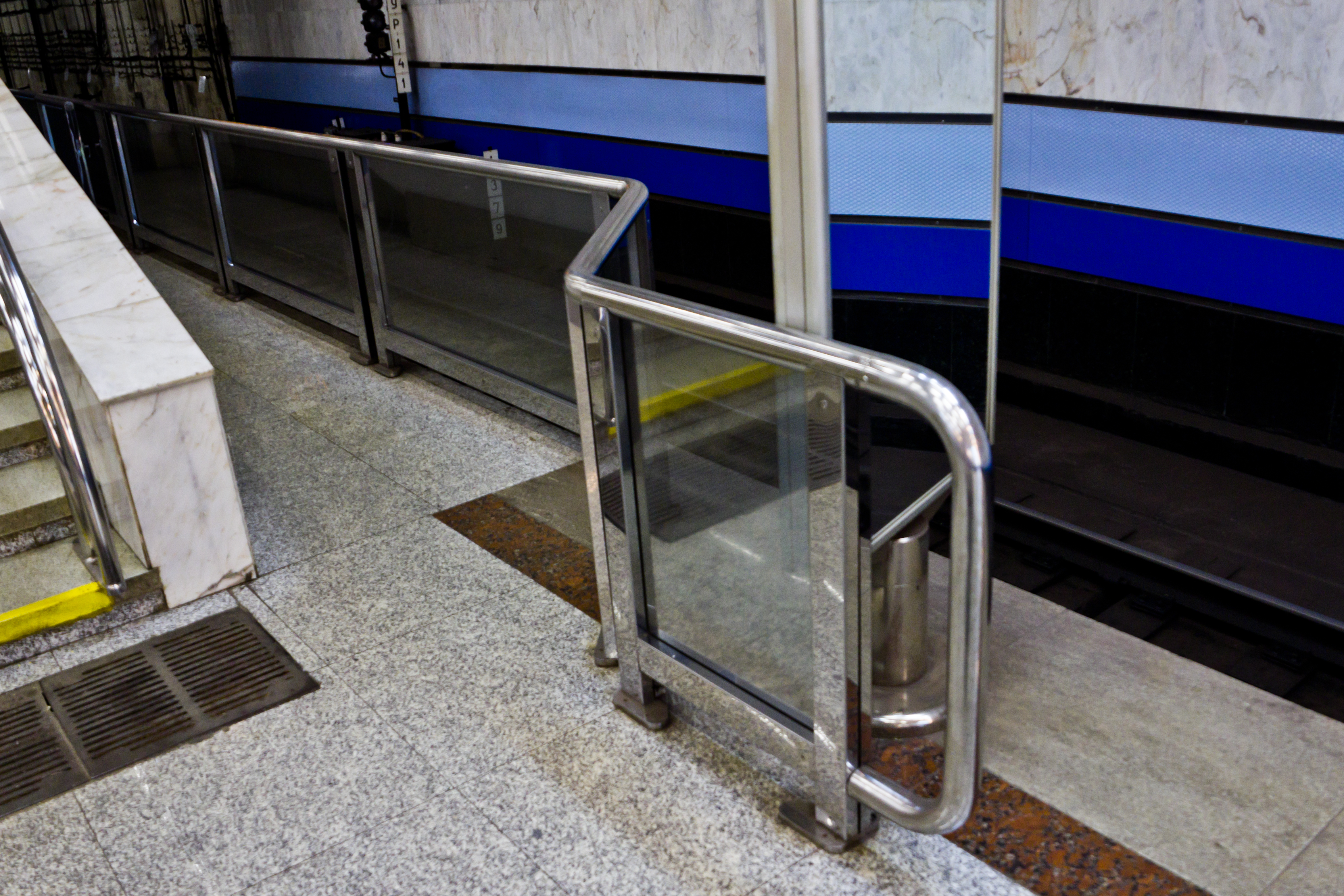
Ограда у портала туннеля
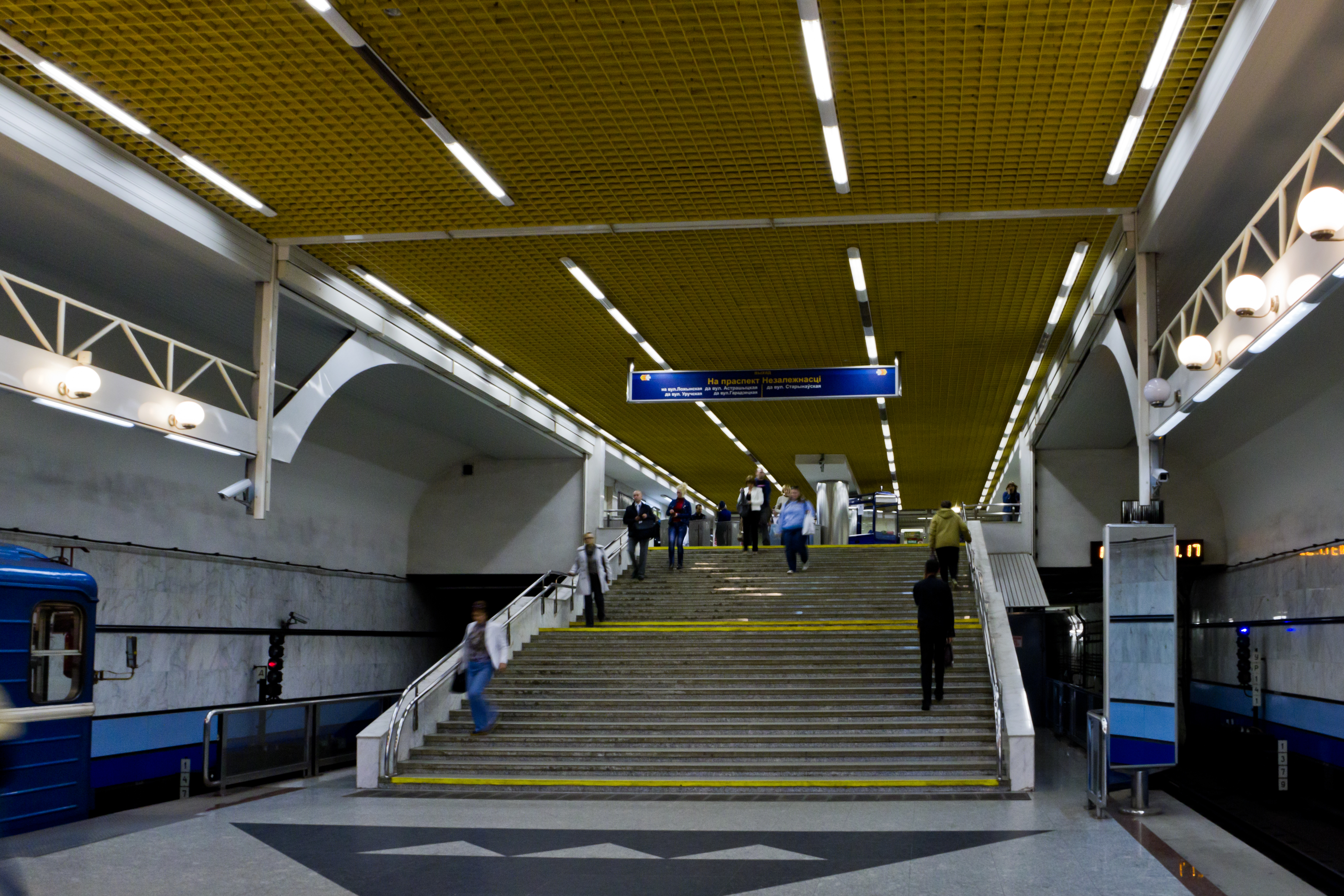
Лестница к выходу и противопожарный экран
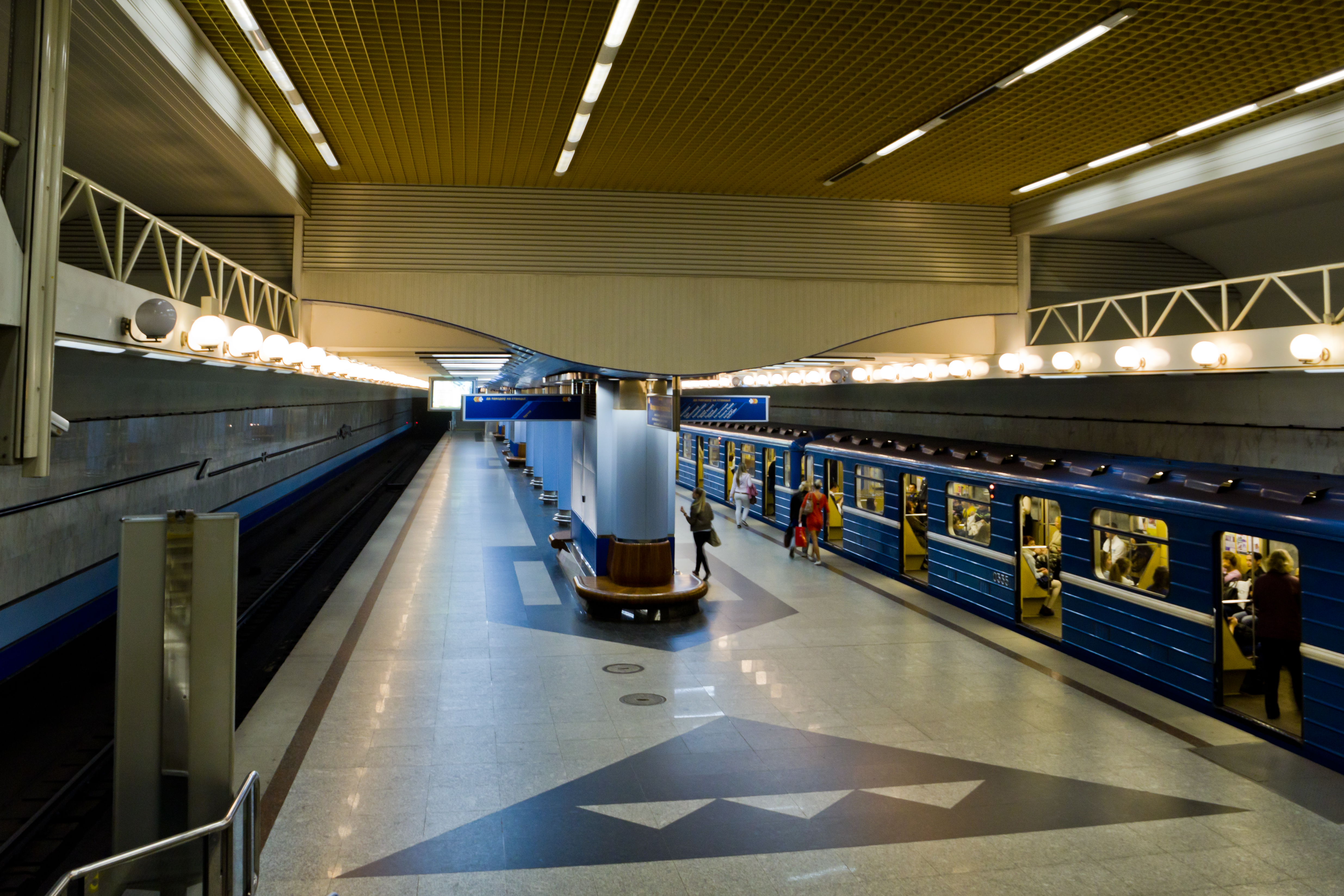
Вид станции из вестибюля
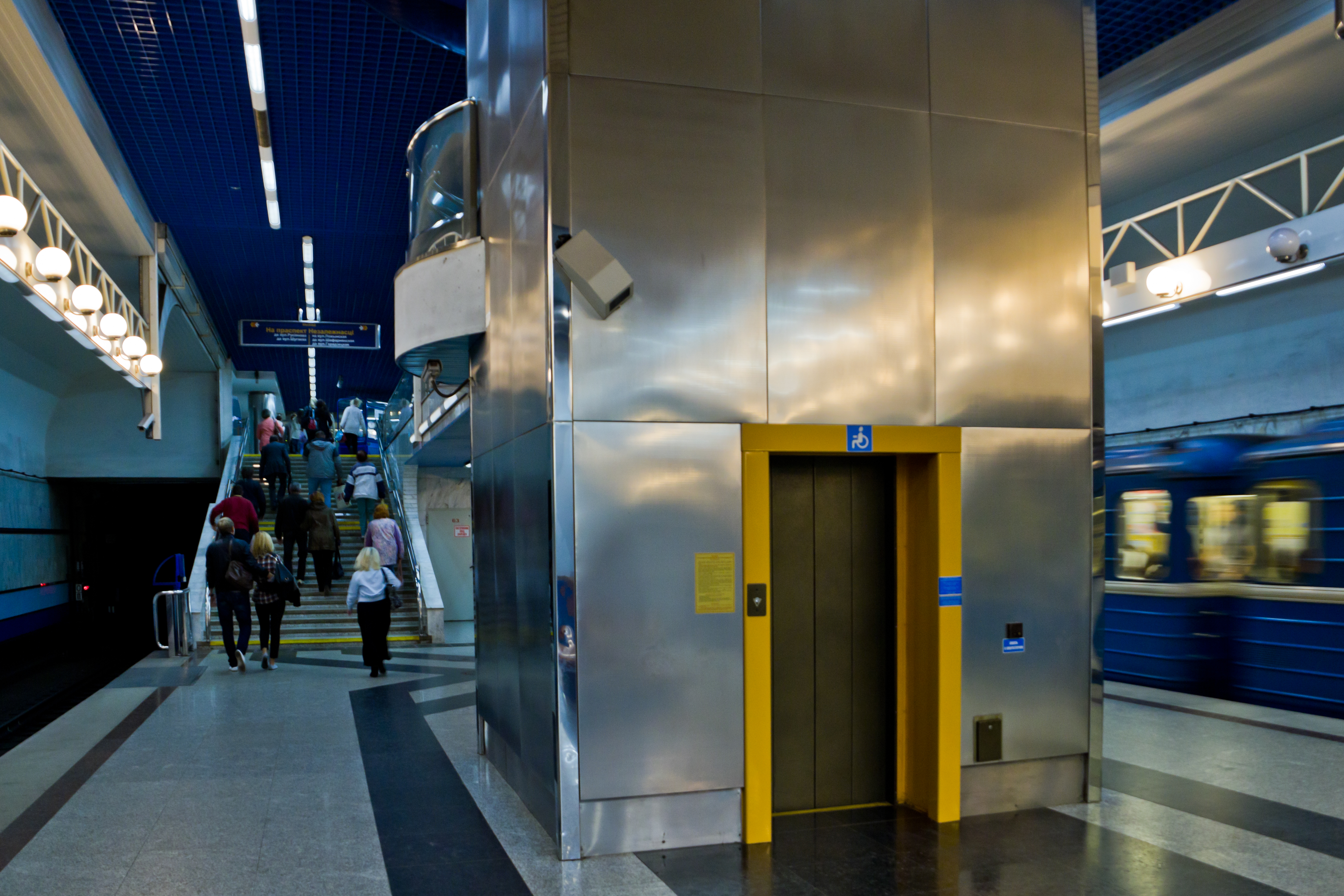
Лифт для инвалидов
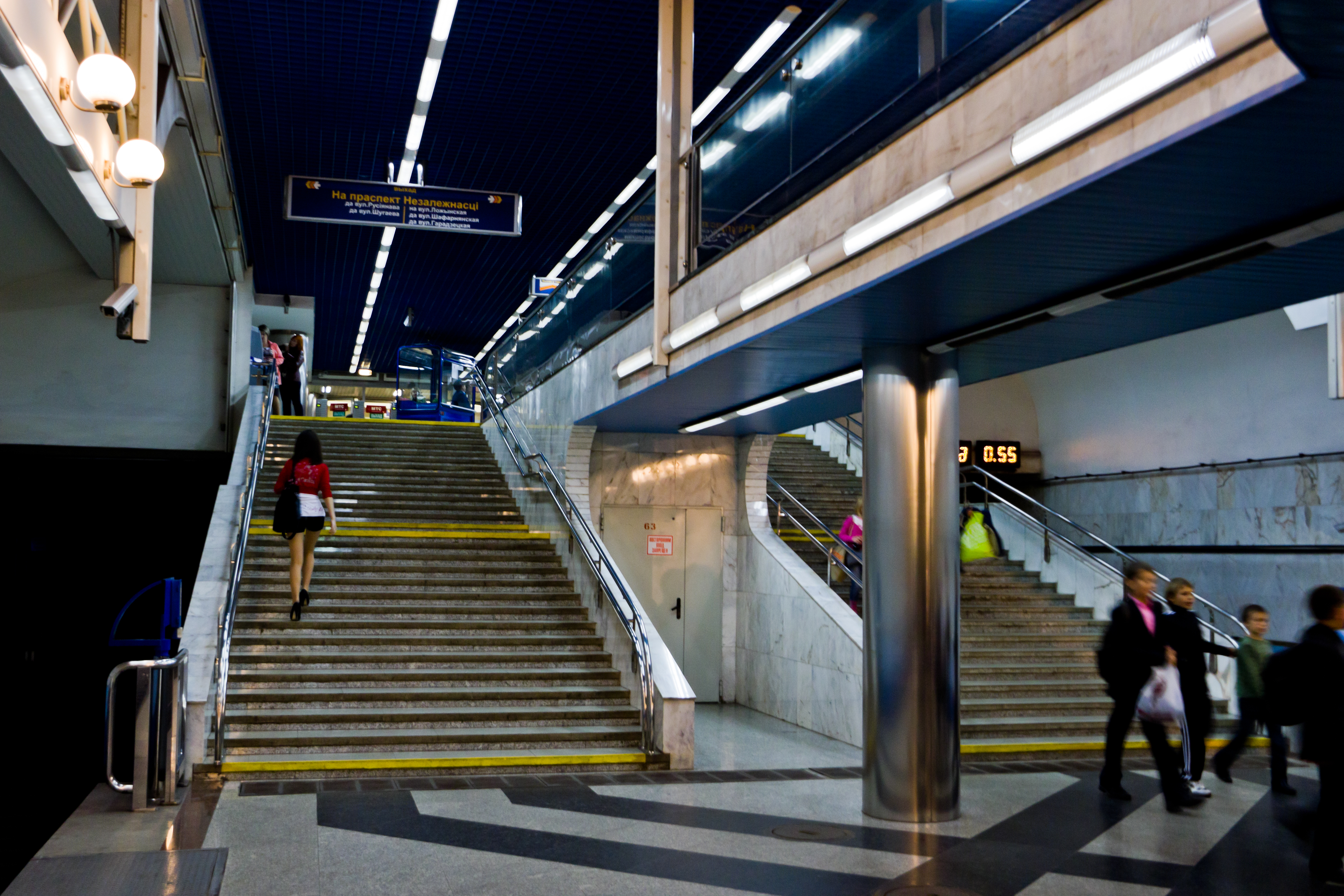
Лестница на выход и мост к лифту
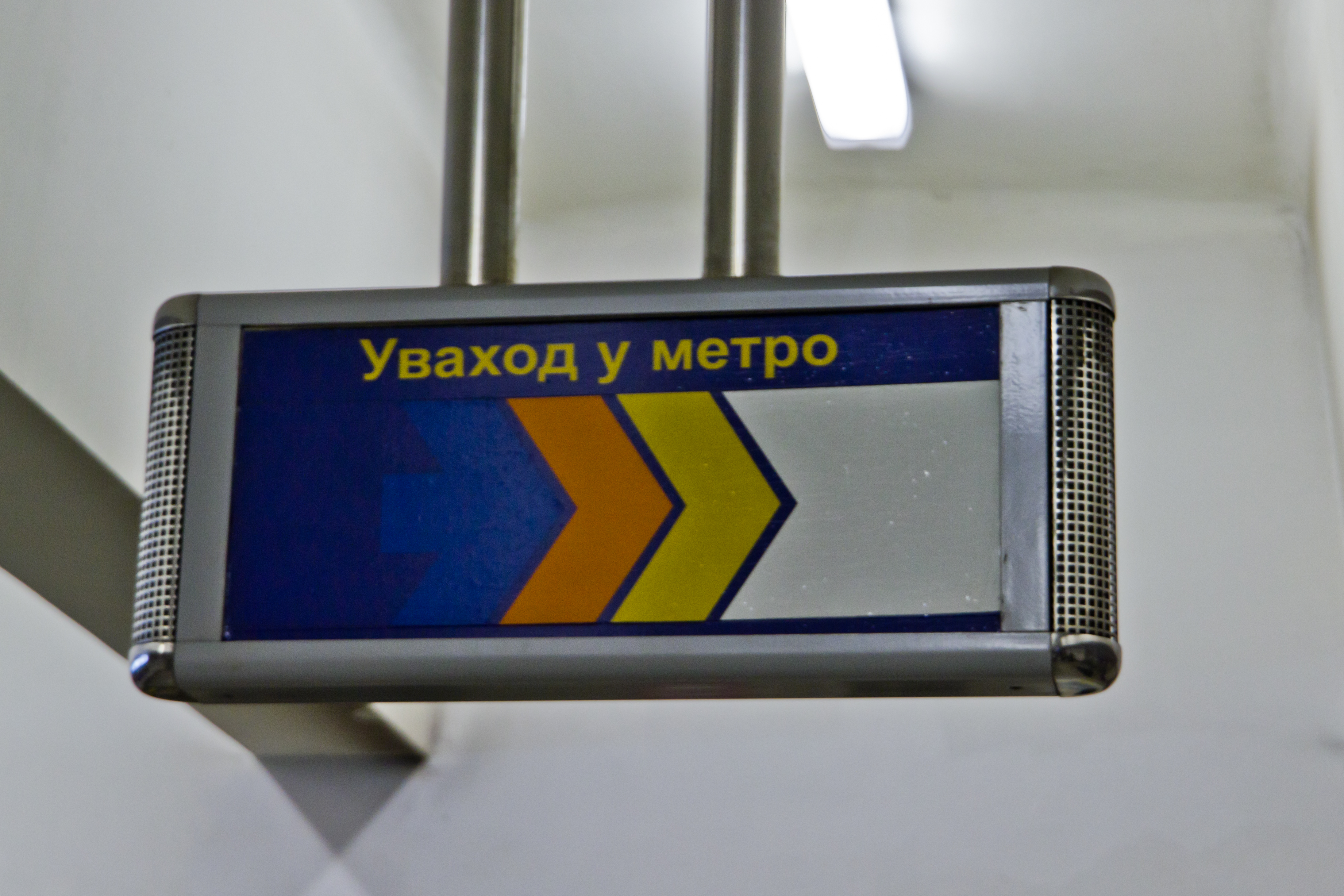
Указатель в подземном переходе
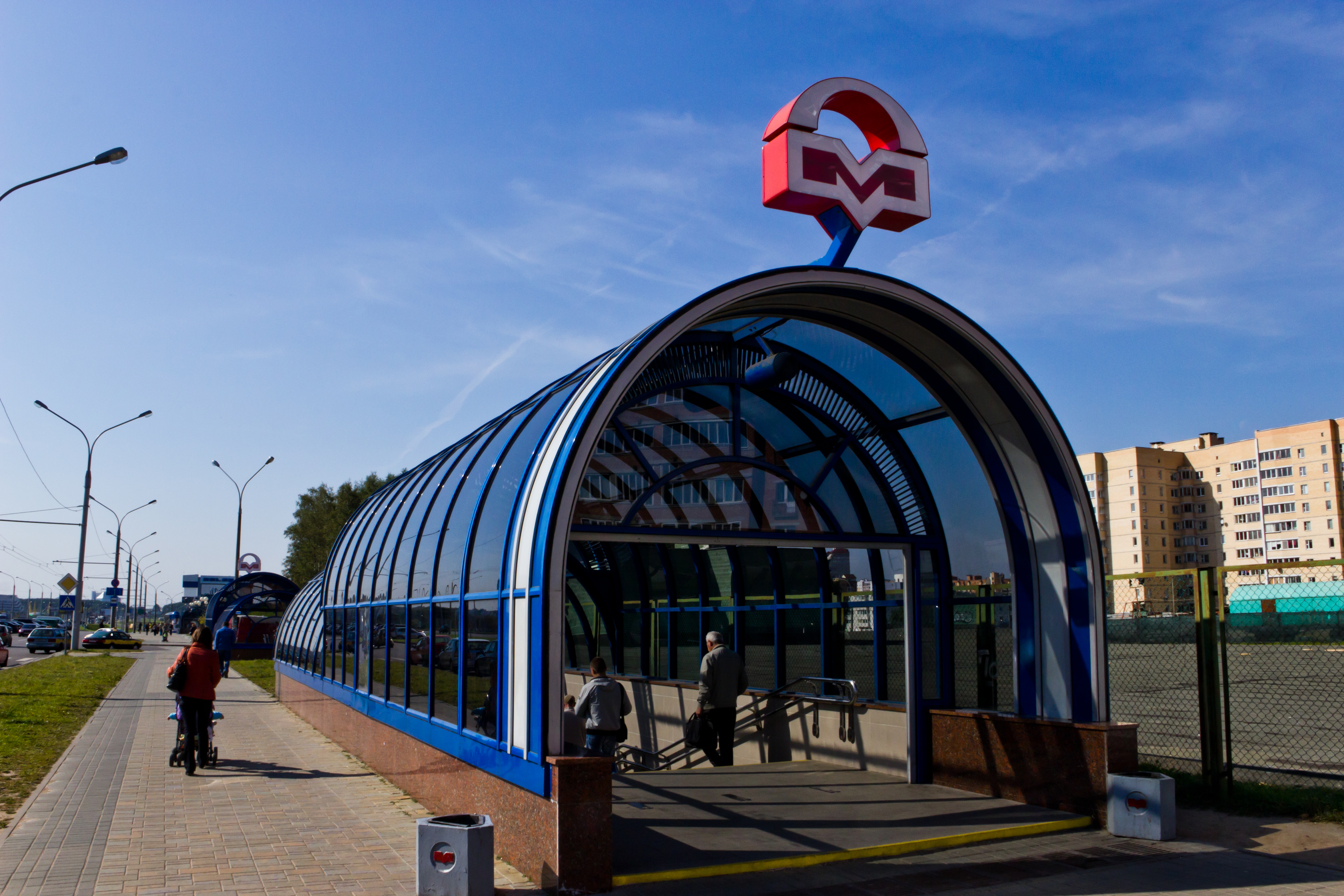
Вход на станцию с проспекта Независимости